# Grafiosis
La grafiosis o  enfermedad holandesa del olmo es una enfermedad fúngica que afecta a los olmos (género Ulmus). La especie de árbol ornamental Zelkova carpinifolia también se ve afectado por la grafiosis.|group="nota"}} Se cree que su origen se encuentra en el este de Asia, donde las especies de olmos son más resistentes y no se ven tan afectadas. La enfermedad se ha propagado por Asia, Europa, Estados Unidos, Canadá y Nueva Zelanda, y la provoca un hongo del género Ophiostoma. Anteriormente el patógeno se encuadró dentro  del género Ceratocystis. Este organismo ocupa los vasos del xilema y se extiende provocando que las hojas se marchiten y que el árbol se muera. El vector epidemiológico de la grafiosis son normalmente los escarabajos del género Scolytus, que transportan en su cuerpo esporas del hongo desde ejemplares de olmo enfermos a ejemplares sanos.
Se han utilizado varias estrategias para combatir a la plaga: eliminar ejemplares muertos de olmo o partes afectadas del árbol, uso de insecticidas para impedir la proliferación de ejemplares de Scolytus, eliminación de raíces-puente entre ejemplares cercanos, uso de fungicidas y plantaciones de olmos resistentes al hongo. Esta enfermedad ha causado la muerte de millones de olmos en Europa y Norteamérica. En el año 1996 la grafiosis había devastado más de la mitad de los olmos del norte de Estados Unidos; en algunos países europeos estos árboles se encuentran casi extintos. En el año 1986 el 82 % de las olmedas españolas estaban afectadas.

## Especies vulnerables

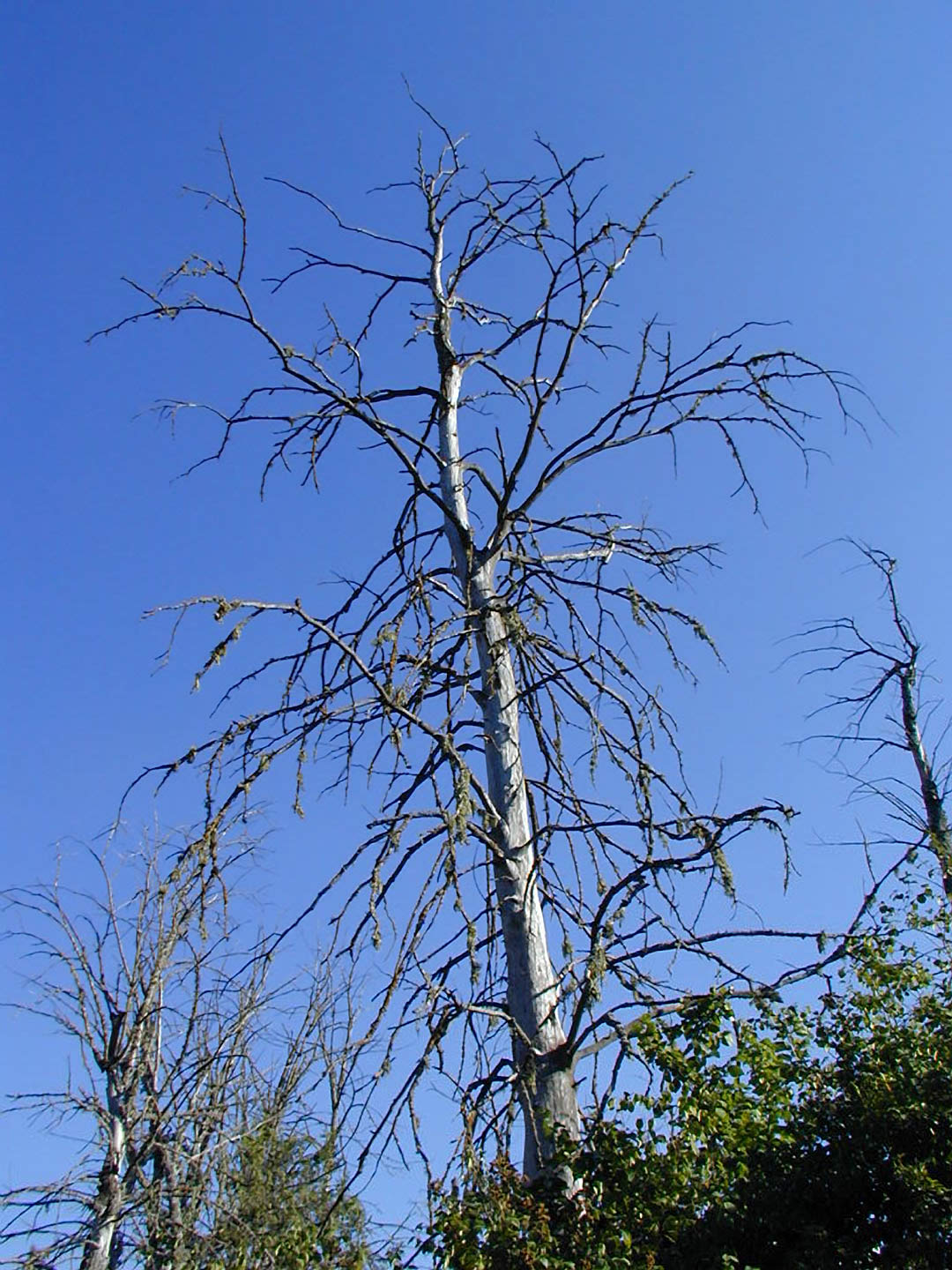
Ejemplar muerto de olmo de la especie Ulmus minor debido a la grafiosis.

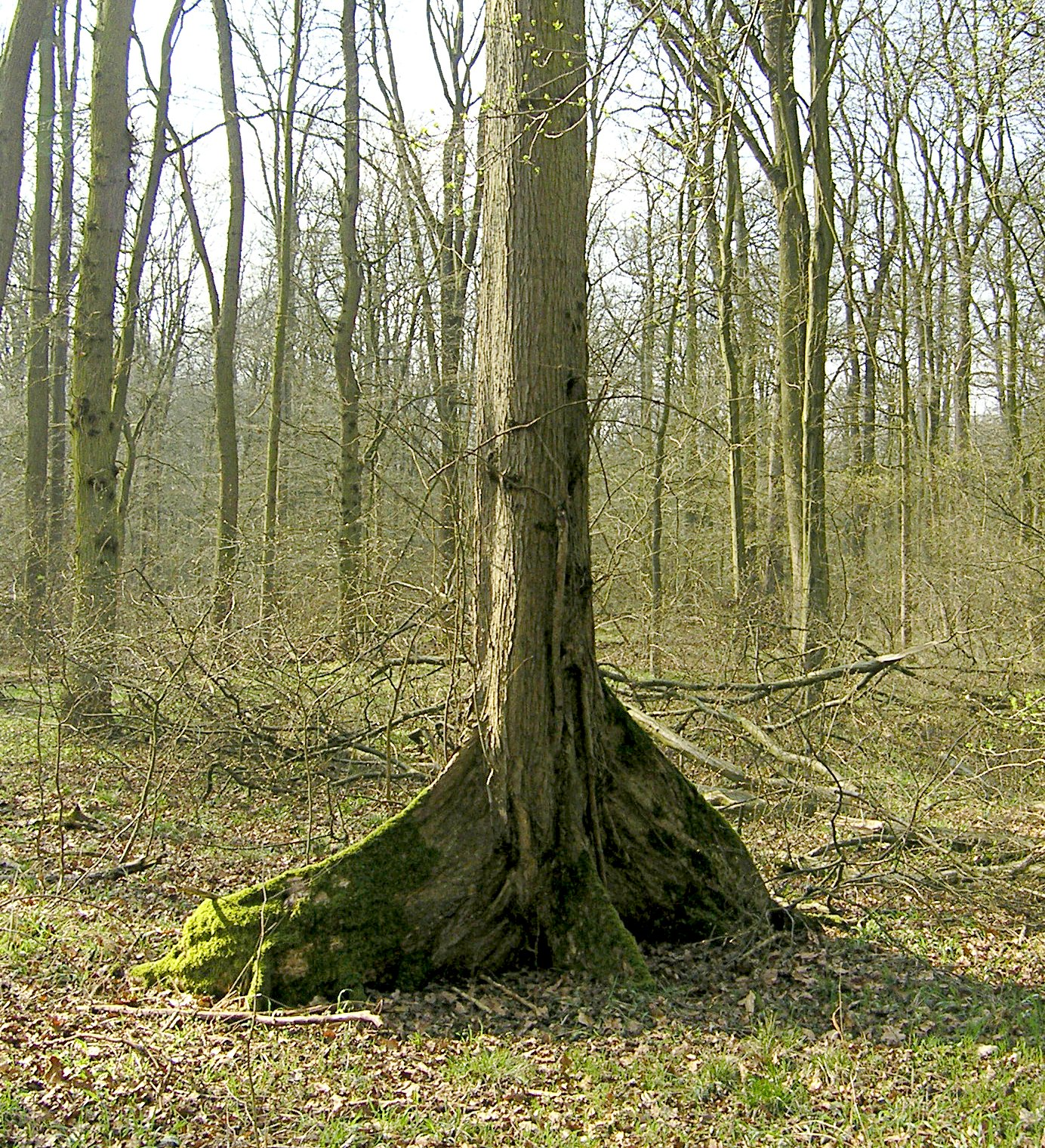
Ulmus laevis, especie de olmo poco resistente a la grafiosis.

Las especies de olmos más vulnerables son:
| Especie de Ulmus | Resistencia               |
| ---------------- | ------------------------- |
| U. alata         | Resistencia nula o escasa |
| U. americana     | Resistencia nula o escasa |
| U. canescens     | Resistencia nula o escasa |
| U. celtide       | Resistencia nula o escasa |
| U. crassifolia   | Algo resistente           |
| U. davidiana     | Algo resistente           |
| U. densa         | Resistencia nula o escasa |
| U. elliptica     | Resistencia nula o escasa |
| U. glabra        | Resistencia nula o escasa |
| U. glaucescens   | Algo resistente           |
| U. japonica      | Algo resistente           |
| U. laciniata     | Algo resistente           |
| U. laevis        | Resistencia nula o escasa |
| U. lanceaefolia  | Algo resistente           |
| U. macrocarpa    | Algo resistente           |
| U. minor         | Algo resistente           |
| U. rubra         | Resistencia nula o escasa |
| U. serotina      | Resistencia nula o escasa |
| U. thomasii      | Resistencia nula o escasa |
| U. turkestania   | Resistencia nula o escasa |
| U. villosa       | Algo resistente           |
| U. wallichiana   | Algo resistente           |

## Historia
Parece ser que la enfermedad se originó en el oeste asiático, donde las especies de olmos presentes (Ulmus pumila, Ulmus parvifolia y Ulmus wilsoniana) son resistentes a la plaga, lo que probablemente indique que estas especies y Ophiostoma han convivido durante miles de años. Se han identificado dos pandemias: una producida por Ophiostoma ulmi a principios del siglo XX y otra originada por Ophiostoma novo-ulmi en la década de 1960.
En 1919 se empezaron a notar sus efectos en los Países Bajos, cuando empezaron a declinar poblaciones de Ulmus × hollandica; posteriormente se extendió esta mortalidad a Francia y Bélgica. Fue la botánica neerlandesa Marie Beatrice Schwarz la que identificó como agente de la enfermedad al hongo Ophiostoma ulmi y más tarde se descubrió que el vector de este patógeno eran los escolítidos del género Scolytus. En la década de 1920 la enfermedad llegó al Reino Unido y en 1931 a Estados Unidos a través de troncos procedentes de Francia. En la década de 1940 la grafiosis había eliminado entre un 10 % y un 40 % de los ejemplares de olmos de Europa, si bien la epidemia parecía controlada.
En la década de 1960 reapareció una grafiosis más agresiva originada por otra especie del género Ophiostoma, Ophiostoma novo-ulmi. Se distinguieron dos cepas: la cepa EAN (Eastern European) cuyo origen era Ucrania y Moldavia y la cepa NAN (North American), localizada en la Región de los Grandes Lagos. Desde esos focos se expandió por Asia, oeste de Europa y por todo los Estados Unidos. La cepa EAN se encuentra presente en países del centro de Europa, Italia, los Balcanes e Irlanda, mientras que la cepa NAN se ha extendido a Inglaterra, Italia, la antigua Yugoslavia, los países nórdicos y en la década de 1980 a España.
La grafiosis se detectó en Nueva Zelanda en 1989, en Auckland. En 1990 se confirmó que el agente causante era Ophiostoma novo-ulmi y que el vector epidemiológico era Scolytus multistriatus.

## Vector epidemiológico

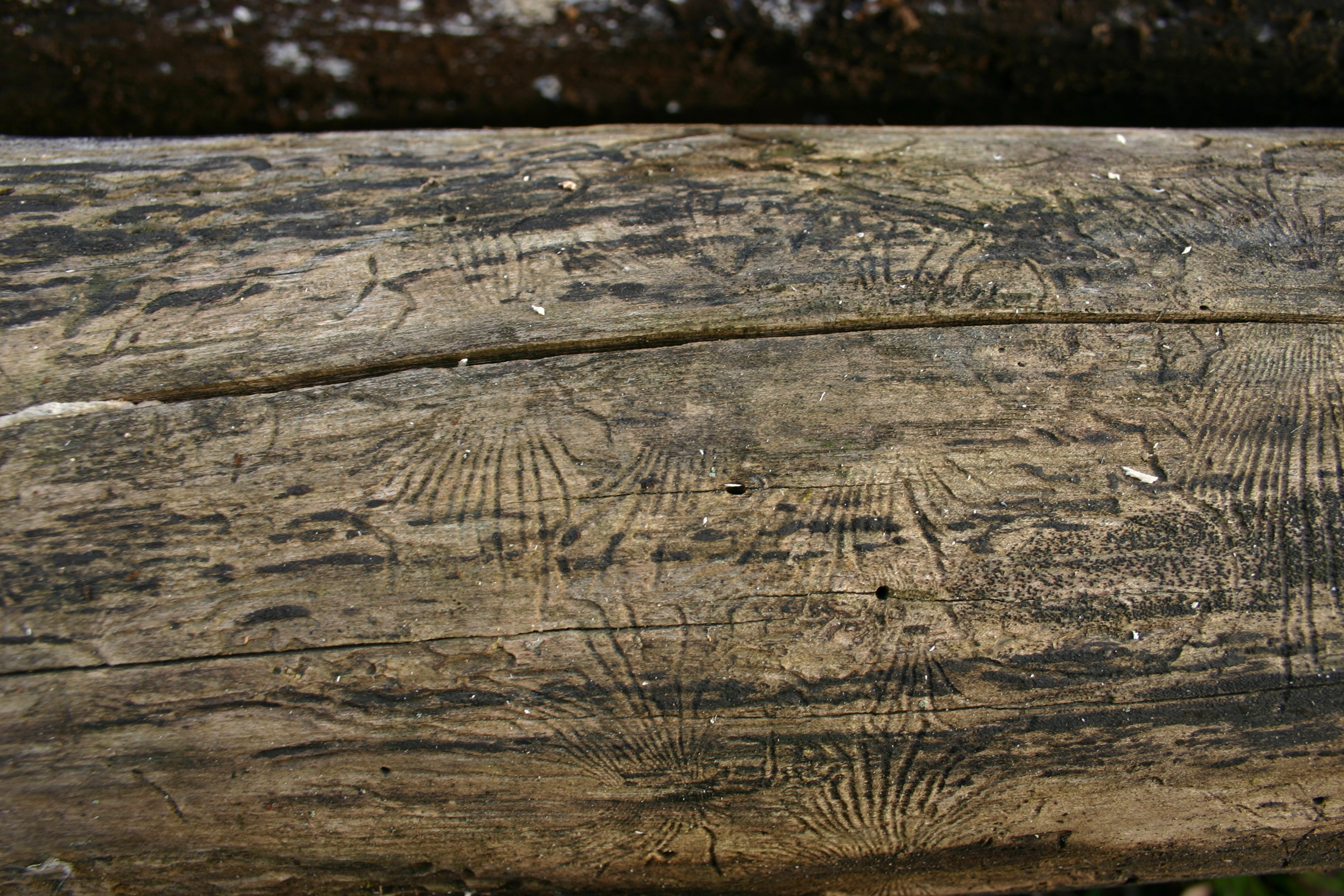
Galerías producto de la acción de escarabajos en un tronco de olmo.

El patógeno causante de la grafiosis llega a los olmos normalmente a través de los escarabajos del género Scolytus. Las especies más importantes que actúan como vector en Europa son Scolytus scolytus, que alcanza una longitud de 7 mm, y Scolytus multistriatus, con una longitud de 3,5 mm. Además de estas dos especies, en España también actúa como vector de la enfermedad Scolytus kirchi, y en otras regiones europeas lo hacen Scolytus sulcifrons, Scolytus ensifer y Scolytus pygmaeus. Scolytus multistriatus es el mayor responsable de la propagación de la grafiosis en Norteamérica, además de Hylurgopinus rufipes y Scolytus schevyrewi.

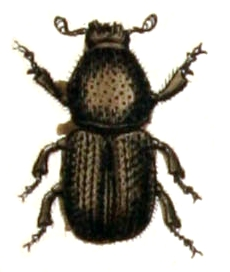
Scolytus multistriatus, vector de la grafiosis.

Estos escarabajos transportan en sus cuerpos las esporas de Ophiostoma. Normalmente eligen ejemplares de olmos debilitados o muertos, atraídos por compuestos volátiles generados por estos árboles, diferentes a los que emiten los olmos sanos, y horadando galerías que alcanzan el cámbium y en cuyo interior macho y hembra se aparean. Posteriormente la hembra excava otra galería paralela al eje longitudinal del olmo, depositando allí sus huevos y desarrollándose las larvas dentro del árbol. Estas larvas construyen galerías que se disponen perpendicularmente a la galería creada por su madre, hasta llegar al estado adulto, cuando abandonan el árbol para buscar olmos sanos, de los que necesitan alimentarse para madurar sexualmente, transportando nuevamente en su cuerpo las esporas del hongo, que enferman y matan al árbol creando un espacio adecuado para la reproducción y puesta del escolítido.

## Ophiostoma
Los organismos que provocan la grafiosis, Ophiostoma ulmi y Ophiostoma novo-ulmi, pertenecen a la división Ascomycota, y poseen una morfología propicia para adherirse al cuerpo de distintos artrópodos. El ciclo biológico del hongo presenta dos etapas reproductivas, asexual o imperfecta y sexual. A partir de las esporas transportadas por los escarabajos comienza la etapa asexual, donde se genera el micelio que a su vez está formado por hifas. Este micelio da lugar a conidios incoloros. Estos conidios ascienden a la parte alta del árbol a través de la savia. En esta etapa también se forman sinemas que contienen sinemiosporas (así se denominan las esporas producidas en el sinema), que van a dar lugar cuando germinen a hifas sexuadas, que cuando se encuentran con otras hifas dan lugar a la fase sexual. En esta fase Ophiostoma genera peritecios que dan lugar a ocho ascosporas.
Las diferencias morfológicas entre Ophiostoma ulmi y Ophiostoma novo-ulmi son:
| Rasgo morfológico    | Diámetro del peritecio | Longitud del cuello | Diámetro de la base del cuello | Diámetro en el extremo del cuello | Ratio entre longitud/base del cuello |
| -------------------- | ---------------------- | ------------------- | ------------------------------ | --------------------------------- | ------------------------------------ |
| Ophiostoma ulmi      | 100-150 μm             | 280-420 μm          | 18-42 μm                       | 11-16 μm                          | 2,4-3,5                              |
| Ophiostoma novo-ulmi | 75-140 μm              | 230-640 μm          | 19-36 μm                       | 9-14 μm                           | 1,5-6,2                              |

En 1995 se describió en el Himalaya una nueva especie del género Ophiostoma, Ophiostoma himal-ulmi, si bien no se detectaron síntomas de grafiosis en los olmos de la zona. El hongo se aisló a partir de muestras recogidas en ejemplares de Ulmus wallichiana.

## Evolución de la grafiosis
Una vez que Ophiostoma se instala en el olmo se propaga por el xilema. Esta propagación es más efectiva cuando el árbol forma los vasos de primavera, ya que al estar estos formado por células mayores el hongo se desplaza más rápidamente. El patógeno libera toxinas que acaban produciendo la obstrucción de los vasos del xilema, provocando un déficit hídrico en las ramas altas del árbol y, por consiguiente, su marchitamiento. Después el hongo se alimenta del floema del árbol muerto, alcanzando las galería horadadas por los escolítidos, fructificando en ellas y produciendo esporas que se adhieren al cuerpo de los escarabajos, para cuando estos emerjan puedan ser nuevamente transportadas.
En el caso de que el árbol se infecte en primavera por Ophiostoma novo-ulmi, el ejemplar morirá ese verano o la primavera siguiente. Si el árbol se ve atacado en verano presentará una mayor resistencia, ya que la madera que se forma en esa estación presenta unos vasos más estrechos que dificultan la propagación del hongo.
Los olmos reaccionan ante el patógeno generando barreras de parénquima con el objetivo de aislar al hongo, evitando así que Ophiostoma alcance el cambium vascular. El árbol también es capaz de bloquear los vasos mediante geles y tilosas (espesantes), evitando la propagación vertical de la enfermedad. También se ha descrito en ejemplares afectados la acumulación en el xilema de mansononas, que son sustancias fungicidas.

## Detección y síntomas

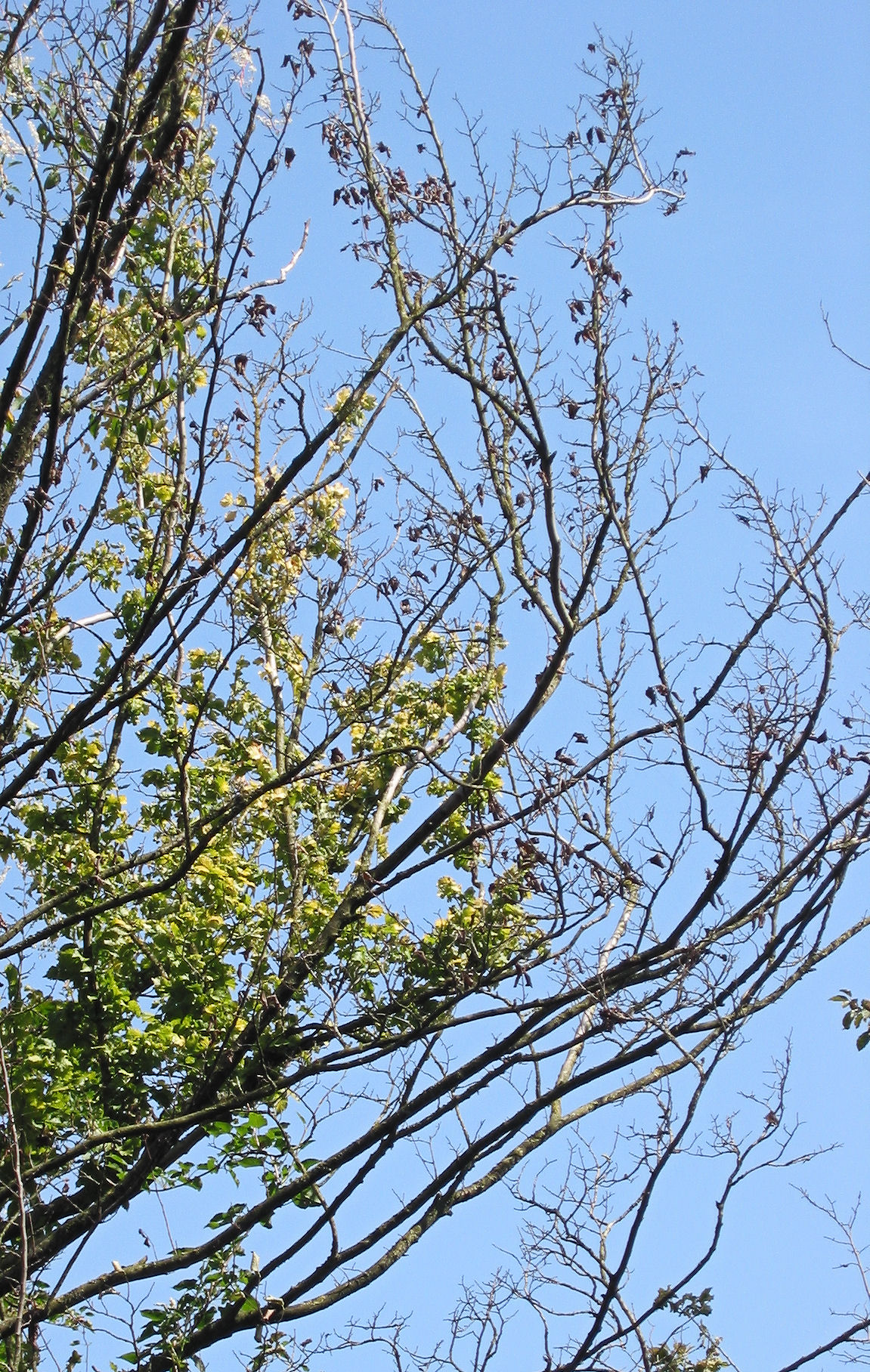
El marchitamiento de hojas en ramas altas del árbol indica qué grafiosis se ha transmitido a partir de escolítidos.

Existe una diferencia en los síntomas que presenta el árbol dependiendo de si este ha sido infectado por la actividad de escolítidos, o si bien ha contraído la enfermedad a través de raíces puente. Cuando son los escarabajos los transmisores se puede observar a simple vista como las hojas de algunas ramas elevadas presentan un aspecto marchito y amarillento, mientras que en los ejemplares infectados por la raíz comienza el deterioro cerca de la base del árbol. Se puede observar a su vez el interior de las ramas jóvenes que presentan líneas o manchas de color pardo-negruzco que son los vasos conductores afectados u obstruidos por el hongo. Las ramas principales empiezan a deteriorarse hasta que finalmente el árbol muere.

## Cómo actuar
Una de las medidas a tomar cuando se detecta la grafiosis es el llamado saneamiento, que consiste en la destrucción de las ramas afectadas o, cuando un ejemplar de olmo está seriamente afectado y es irrecuperable, la eliminación del ejemplar entero. Además se ha de procurar que no se produzcan traslados de leña desde lugares donde la grafiosis está presente a zonas libres de ella. Por ello es frecuente quemar las ramas o ejemplares cortados, aunque también se pueden tratar con insecticidas, sumergir en agua durante un tiempo, introducir la madera en recipientes estancos o enterrarla.
Otra actuación para evitar la transmisión de la enfermedad consiste en aislar mediante zanjas las raíces de individuos sanos e individuos afectados, rociando dichos agujeros con un herbicida, normalmente metam sodio. Hay que tener en cuenta la posible presencia de cables eléctricos o gasoductos enterrados. Para asegurarse completamente de que la enfermedad no se va a transmitir la profundidad de la zanja ha de ser de unos 1,20 m.
También es efectiva, aunque como medida complementaria al saneamiento, la utilización de plaguicidas, como el metoxicloro, que si bien no produce una alta mortalidad de escolítidos sí funciona como repelente. Es más efectivo y barato usar DDT, pero debido a su prohibición no se utiliza.
Otra manera de combatir la enfermedad es poner trampas de feromonas artificiales donde quedan atrapados los escolítidos, aunque normalmente solamente se logra atrapar a un 20 % de estos. Este método no debe emplearse en olmedas libres de la enfermedad, ya que se podrían atraer desde otras zonas insectos portadores de Ophiostoma.

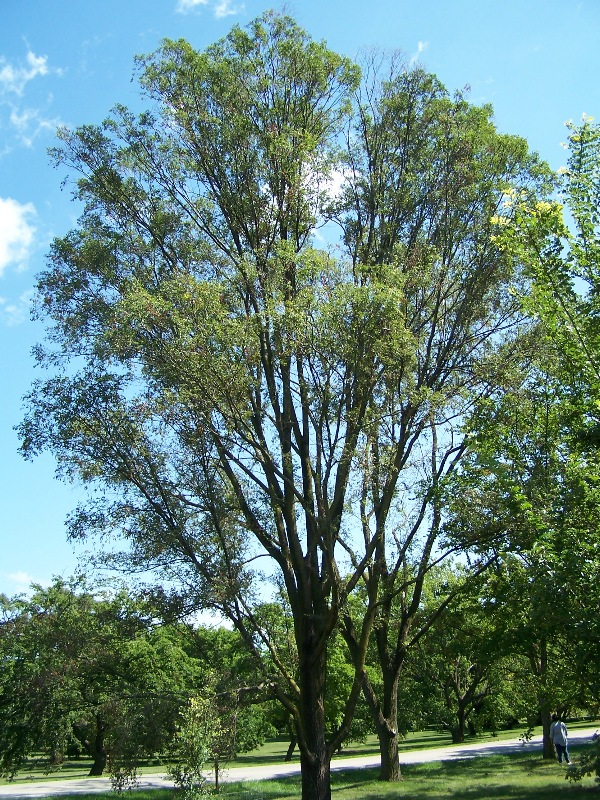
Ejemplar de Ulmus pumila. Se están hibridando ejemplares de esta especie con ejemplares de Ulmus minor para conseguir un olmo resistente a la grafiosis.

Otro método a tener en cuenta es el uso de fungicidas, como el tiabendazol (TBZ), el benomilo o la carbendazima (MBC). Se suelen utilizar cuando el árbol se encuentra enfermo y para su aplicación se deben realizar varios taladros al ejemplar e inyectar el fungicida, para así conseguir que este se distribuya bien. Este método tiene varios inconvenientes: las heridas que se le hacen al olmo con los taladros, la toxicidad para el árbol de los compuestos empleados, la duración de los efectos del fungicida o el coste del tratamiento. También se inyectan productos como Lignasan o Arbotect en ejemplares sanos para prevenir la aparición de la grafiosis.
Las tentativas de realizar un control biológico de la plaga se han centrado en buscar organismos que ataquen tanto al hongo como al escolítido.
También se están realizando investigaciones para conseguir olmos resistentes a la grafiosis, normalmente mediante la hibridación de ejemplares de la especie Ulmus minor y Ulmus pumila, y se han clonado árboles que han presentado resistencia a la plaga en zonas afectadas por ella. Un ejemplo es una olmeda situada en la localidad española de Rivas-Vaciamadrid, donde conviven Ulmus minor var. minor y Ulmus minor var. vulgaris, que no se ha visto mayormente afectada por la grafiosis, debido probablemente a factores ecológicos y genéticos. Cuando se decide reemplazar los árboles autóctonos por otros olmos que sean resistentes a la plaga se suelen emplear normalmente especies de origen asiático, como Ulmus pumila o Ulmus parvifolia.

## Decadencia de los olmos del Holoceno
En el noroeste de Europa durante el Holoceno medio se produjo un declive en la cantidad de olmos. Este episodio tuvo una duración de unos 1066 años, entre los años 6347-5281 AP y parece causado por un conjunto de factores: un cambio en el clima, el deterioro del suelo, la competencia con otras especies de árboles que migraron, la actividad humana y una enfermedad. Se ha planteado la posibilidad de que la enfermedad que pudo producir esa mortalidad se trate de la grafiosis o una enfermedad similar. Esta hipótesis se basa en distintas evidencias: por un lado se han realizado estudios palinológicos de los sedimentos del Holoceno medio y se han comparado con otros estudios de áreas que han sido devastadas por la grafiosis, presentando resultados muy parecidos. Por otro lado, se han encontrado subfósiles de uno de los vectores de la enfermedad, Scolytus scolytus. Además se han hallado restos de galerías horadadas por Scolytus scolytus y Scolytus laevis en troncos de olmos del Mesolítico y del Neolítico. También se han hallado en el yacimiento de Præstelyngen (Dinamarca) subfósiles de madera de olmo en los que se aprecian unos tejidos de parénquima similares a los que generan los olmos para protegerse de la invasión de Ophiostoma.